# サン・フランシスコ・デ・コライ
サン・フランシスコ・デ・コライ(San Francisco de Coray)はホンジュラスバジェ県の基礎自治体。

## 位置
北でクラレン及びラ・リベルタ、南でナカオメ、東にラ・リベルタ、西でラングと接する。

## 歴史
サンフランシスコ・デ・コライ川に面した高原に位置し、ホセ・マリア・メディナ将軍により1867年に設立された。

## 村
以下の16村を抱える。:
- サンフランシスコ・デ・コライ(San Francisco de Coray)
- 2号(Caleas No.2)
- セロ・グランデ(Cerro Grande)
- エル・エスピーノ(El Espino)
- エル・Guayabo(El Guayabo)
- エル・ロデオ(El Rodeo)
- エル・サリトレ(El Salitre)
- (La Ca±ada o Calea No.1)
- ラ・ラグナ1号(La Laguna No.1)
- ラ・ラグナ2号(La Laguna No.2)
- ラス・デリシアス(Las Delicias)
- ラス・メサス・(Las Mesas)
- ロス・アマテス(Los Amates)
- モンテクリスト(Montecristo)
- (Panasacarßn)
- (Talpetates)